# Lycée René-Goscinny
Ne pas confondre avec le Lycée général et technologique René-Goscinny de Drap (Alpes-Maritimes).)
Le lycée international français de Varsovie René-Goscinny est un établissement scolaire situé à Varsovie. Il est homologué par le ministère français de l'Éducation nationale et géré par l'Agence pour l'enseignement français à l'étranger (AEFE).
Il porte le nom de René Goscinny (1926-1977), scénariste français de bande dessinée d’origine polonaise.

## Histoire
Inauguré en 1919 sous le nom d’école française de Varsovie par l'historien Abel Mansuy (d) qui en fut le premier directeur, et en présence du ministre des Affaires étrangères, elle devint ensuite le « Petit Lycée français  de Varsovie » qui fut dirigé par un proviseur à compter de 1932, Jean Delobel (d) jusqu'à la fin de l'année scolaire 1938-1939. Malheureusement, devant la situation, Jean Delobel, mobilisé, n'a pas pu assurer la rentrée scolaire 1939. Le lycée français de Varsovie a repris ses activités après la guerre en 1954 comme « petite école de l'ambassade ».
Dans les années 1930, Georges Limbour y enseigna la philosophie.
Aujourd'hui, le lycée René-Goscinny est le seul établissement d'enseignement français homologué situé en Pologne. Il accueille plus de 700 élèves de toutes nationalités de la maternelle jusqu’à la terminale (47 % de Français, 38 % de Polonais et 15 % d’autres nationalités (plus de 30 différentes). Homologué par le ministère français de l’Éducation nationale, dont il applique les programmes, il fait partie des 550 établissements du réseau de l’AEFE (Agence pour l’enseignement français à l’étranger). Après avoir eu un statut d'établissement conventionné géré par une association parentale sans but lucratif de droit privé, il est passé en gestion directe de l'AEFE en 2021. Il est installé sur un terrain acheté à cet effet par l'État français en 2000 autour de l'ancienne résidence de l'ambassadeur.
Inséré dans un environnement culturel et linguistique polonais, le lycée français de Varsovie valorise également l’enseignement des langues étrangères et offre à chaque élève les conditions d’une scolarité réussie, ouverte sur l’Europe et le monde. Fort d’une équipe pédagogique de plus de 60 personnes, le lycée français de Varsovie propose à ses élèves un enseignement de qualité qui accorde une large place à la langue et à la culture polonaises.
Enfin, le lycée français de Varsovie est aussi un haut lieu de promotion de la culture francophone. Ainsi, des rencontres sont organisées par le lycée avec de grands auteurs francophones (Éric-Emmanuel Schmitt, Étienne Barilier, Marc Lévy, Natacha Henry...).
De 2002 à 2013, des lycéens ont participé au prix polonais de la meilleure bande dessinée francophone du Festival d'Angoulême organisé par l'Institut français de Cracovie.
Liste des chefs d'établissement
Le proviseur du lycée est Anne Lesage (d) depuis septembre 2022. Ses prédécesseurs sont :
- Frédéric Bizot (d) (2019-2022)
- Louis-Albert Mensdorff-Pouilly (d) (2017-2019)[5]
- Daniel Raynal (d) (2014-2017)[6]
- Pascal Plouchart (d) (2012-2014),
- Christine A. Périer (d) (2008-2014),
- Évelyne Kendzior-Pellereau (d) (2003-2008),
- Philippe Zanin (d) (1998-2003)

## Caractéristiques
L’école maternelle et l’école primaire se situent dans le quartier de Sadyba (pl), lui-même dans l’arrondissement de Mokotów (Sud de Varsovie). Elles sont implantées dans de vastes locaux de 4 000 m2 avec terrain de jeux, jardin de plantes aromatiques, gymnase, cantine et la Bibliothèque Centre de Documentation. L'école primaire est dotée de 106 postes informatiques ainsi qu'une flotte de 50 tablettes numériques.
Les classes de collège et de lycée se situent à Praga Południe, dans le quartier de Saska Kępa à Varsovie. Les bâtiments ont été réhabilités et les salles de physique-chimie et biologie refaites avec des équipements modernes. Un réseau de 200 ordinateurs a été mis en place auprès des élèves. Les locaux disposent aussi d’un laboratoire multimédia, d'une salle de technologie, d'une salle informatique, d'un Centre de Documentation et d'Information, d'un gymnase.

## Enseignement des langues, options, et spécialités
Les langues vivantes enseignées sont les suivantes :
- anglais (LV1/LV2) ;
- polonais (polonais langue maternelle, polonais langue étrangère : LV1/LV2/LV3) ;
- allemand (LV2/LV3) ;
- espagnol (LV2/LV3).

De plus, le lycée offre, depuis la rentrée 2009, une section européenne - anglais (2 heures de littérature anglaise). Depuis la rentrée 2010, l'établissement propose aussi un atelier de SVT en anglais.
L’enseignement du latin est assuré de la 5e à la 3e, puis par le CNED et à l'aide d'un répétiteur de la seconde à la terminale.
Le lycée offre une option cinéma-audiovisuel, de la seconde à la terminale, assurée par un enseignant et des professionnels du cinéma. De nombreuses rencontres sont ainsi organisées dans le cadre de cette option (Andrzej Wajda en 2008, Marcel Łoziński en 2010, Namir Abdel Messeeh en 2015, Serge Bromberg en 2019). Les élèves de seconde et de première inscrits en option cinéma-audiovisuel réalisent un journal vidéo du lycée français de Varsovie, LFV Info.
Au cycle terminal, le lycée propose :
- Les spécialités mathématiques et sciences physiques en S ;
- Les spécialités mathématiques et économie approfondie en ES ;
- La spécialité anglais renforcé en L.

## Résultats aux examens
Le lycée français de Varsovie obtient d'excellents résultats aux examens nationaux.
Résultats du baccalauréat 2018
100 % de réussite : 36 candidats reçus, dont 26 avec mention .
Résultats du brevet 2018
100 % de réussite : 40 candidats reçus, dont 35 avec mention.
Résultats du DELF Prim 2018
100 % de réussite

## Orientation
Au terme de leur scolarité, les élèves partent étudier majoritairement en France (CPGE, Sciences Po Paris, médecine, droit, écoles d'art, de commerce et d'hôtellerie post-bac…) mais aussi en Pologne (université de Varsovie, SGH, Académie Leon Koźmiński...), dans les pays anglophones (LSE, UCL, Oxbridge, université Columbia, King's College, université McGill, etc.), en Suisse ou en Allemagne.
Chaque année, un représentant de la direction de Sciences Po vient présenter le campus européen de Dijon, particulièrement adapté aux élèves du lycée français de Varsovie.
Les élèves germanistes des séries économique et sociale et scientifique peuvent également se diriger en classe préparatoire HEC voie économique au lycée français de Vienne.

## Anciens élèves célèbres
- Deborah Lifchitz
- Tadeusz Lutoborski

## L'enseignement français en Pologne hors du lycée Goscinny
Outre les classes primaires du lycée, il existe à Varsovie des écoles maternelles et élémentaires francophones non homologuées, comme l'école Saint-Exupéry, l'école La-Fontaine et l'école Trampoline. À Gdańsk, fonctionne une école maternelle franco-polonaise.
À Cracovie, Wałbrzych et Wrocław, des cours sont donnés dans le cadre du Programme FLAM.
Dans le réseau public polonais, plusieurs sections bilingues franco-polonaises bénéficient du LabelFrancÉducation, à Cracovie, Katowice, Łódź, Poznań et Varsovie.

## Sources et références
1. ↑  « M. Abel Mansuy, prestigieux fondateur du Lycée Français de Varsovie – Centenaire du Lycée français de Varsovie », sur www.lfv.pl (consulté le 20 décembre 2018)
2. ↑  « » Le capitaine Jean Delobel » (consulté le 20 décembre 2018)
3. ↑  http://claudinelepage.eu/S-FDM/claudine-lepage/archives/1344/varsovie-renouvellement-du-bail-du-lycee-francais-rene-goscinny.html le 9 décembre 2009
4. ↑  « Anne Lesage, nouvelle proviseure du Lycée Français de Varsovie », sur Le Petit Journal, 15 septembre 2022
5. ↑  « Lycée français –  Interview du nouveau proviseur », sur lepetitjournal.com (consulté le 28 décembre 2018)
6. ↑  « Fin d'expat : Daniel Raynal, proviseur du Lycée Français de Varsovie ! », sur www.lepetitjournal.com (consulté le 28 juin 2017)
7. ↑  « Réception à l’Ambassade de France en l’honneur des bacheliers du Lycée français de Varsovie », sur www.lfv.pl
8. ↑  « Les établissements français », sur La France en Pologne - Ambassade de France en Pologne (consulté le 3 octobre 2020).
9. ↑  « Les établissements labellisés en Pologne » sur labelfranceducation.fr (consulté le 1er décembre 2020)